# Calle de Manuel Entero
La calle de Manuel Entero es una vía pública de la ciudad española de Segovia.

## Descripción
La vía no es más que un callejón sin salida al que se accede desde la calle del Doctor Velasco. Honra con el título a Manuel Entero (f. 1901), abogado que fue alcalde la ciudad. Aparece descrita en Las calles de Segovia (1918) de Mariano Sáez y Romero con las siguientes palabras:

Manuel Entero.—Es un callejón sin salida, al que se entra por la calle del Doctor Velasco. A su terminación está la casa en que murió D. Manuel Entero, abogado distinguido, meritísimo funcionario de la Administración de Hacienda, alcalde prestigioso de la Capital, liberal sagastino y que murió en 1901, siendo secretario del Ayuntamiento de Segovia.
(Sáez y Romero, 1918, p. 111)